# Принсесс-Ройал
Принсесс-Ройал (англ. Princess Royal Island) — остров близ северо-западного побережья Британской Колумбии, четвёртый по величине остров среди Тихоокеанских островов Канады.

## География

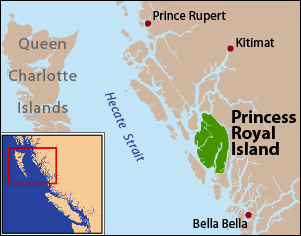
Карта расположения острова

Расположен в 520 км к северу от Ванкувера и в 200 км к югу от Принс-Руперт. Площадь острова составляет 2 251 км². Длина береговой линии составляет 592 км. С востока остров омывается проливом, отделяющим остров от материка, с запада — проливом Хекате, на противоположном берегу которого находится архипелаг Хайда Гваи (Острова Королевы Шарлотты).

## Флора и фауна

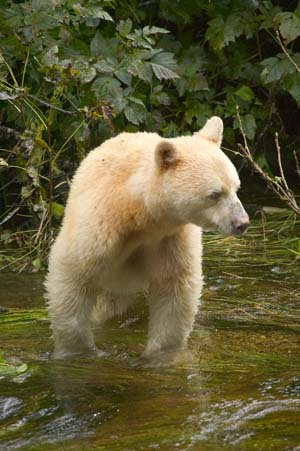
Редкий белый (кремовый) медведь Тихоокеанских островов

Климат на острове умеренный и очень влажный, благоприятный для роста хвойных лесов. Организация Всемирный фонд дикой природы считает, что остров Принсесс-Ройал принадлежит к экозоне влажных лесов Тихоокеанского побережья. Животный мир представлен оленями, волками, лисицами. Имеются гдездовья лысых орлов и беркутов. В прибрежных водах водится лосось, обитают слоновые тюлени и морские свиньи (подотряд зубатых китов). Наиболее интересными представителями животного мира на острове являются три вида медведей — гризли, чёрный медведь и уникальный белый барибал (Kermode bear), живущий только на островах Британской Колумбии и в узкой полосе побережья, которая простирается от северной оконечности острова Ванкувер на север до Ручки Аляски. Количество белых барибалов на острове оценивают в 120 особей, для их защиты недавно создан резерват Спирит-Беа. Люди Кинасу Ксайксайс, которые жили рядом с этими медведями тысячи лет, рассказывают такой миф: “Ворон сделал одного из десяти чёрных медведей белым, чтобы напоминать людям о времени, когда ледники покрывали эту землю и что люди должны быть благодарны тому, что ныне земля покрыта пышной и богатой растительностью”.

## История
Остров назван в 1788 году капитаном Чарльзом Данканом в честь своего корабля Princess Royal.
В настоящее время остров безлюден, но в течение первой половины XX века на нём было два посёлка: Сюрф-Инлет (Surf Inlet), который также носил название Порт Белмон, существовал во времена «медной лихорадки» на островах с 1918 по 1926 год, после истощения запасов медных руд посёлок прекратил своё существование; второй посёлок Бьютдейл (Butedale) был посёлком рыбаков и работников рыбоконсервного завода, в нём жило около 400 человек, но в середине 50-х годов жители покинули и его.